# Centro Científico e Cultural de Macau
O Centro Científico e Cultural de Macau, I.P. (CCCM, I.P.), dotado de autonomia administrativa e património próprio, é um instituto público integrado na administração indireta do Estado e sob tutela do Ministério da Ciência, Tecnologia e Ensino Superior. O CCCM, I.P. tem por missão produzir, promover e divulgar conhecimento sobre Macau enquanto plataforma entre Portugal e a República Popular da China, assim como entre a Europa e a Ásia. O CCCM, I.P. é, também, um espaço dedicado ao estudo e ensino da língua, cultura e história chinesas, e um centro de investigação científica e de formação contínua e avançada sobre as relações entre Portugal e a China, e entre a Europa e a Ásia. O CCCM, I.P. foi criado em 1995 por iniciativa do então Governo de Macau em estreita colaboração com o Governo de Portugal, e inaugurado em 1999.
O Centro Científico e Cultural de Macau, I.P. integra três áreas:
- Investigação (relações internacionais e interculturais entre Portugal/Europa e a China/Ásia Oriental);
- Museu (composto por dois núcleos distintos: Condição Histórico-cultural de Macau nos Séculos XVI e XVII, que remete para a atmosfera internacional da China Ming e para a fronteira intercultural Europa-China, criada com a cidade portuária de Macau; e Coleção de Arte Chinesa, que abarca um período temporal de mais de 5.000 anos de história e de arte);
- Biblioteca (especializada em temas da China/Macau, da Ásia Oriental e das relações entre a Europa e a Ásia; mais completa e actualizada sobre a China existente em Portugal e em todo o mundo lusófono).

## Horário de Funcionamento
O Museu funciona de terça a domingo, das 10:00 às 18:00.
A Biblioteca funciona às segundas e terças-feiras, das 10:00 às 13:00 e quartas, quintas e sextas-feiras, das 14:00 às 17:00.

## Morada
O CCCM localiza-se na Rua da Junqueira, 30, 1300-343 Lisboa, Portugal.